# Lore Krüger
Lore Krüger, nacida Heinemann (Magdeburgo, 11 de marzo de 1914-Berlín, 3 de marzo de 2009) es una fotógrafa alemana, una traductora y una opositora al nazismo.

## Biografía
Lore Heinemann nació en el seno una familia judía no practicante de Magdeburgo (Alemania), su padre era ingeniero. Tras el ascenso al poder de los nazis, fue destituida de su puesto en un banco por ser judía, y emigró a Gran Bretaña en abril de 1933; un año más tarde, se reunió con sus padres en Mallorca, donde residirán hasta su suicidio.
Se forma como fotógrafo en Barcelona junto a Adolfo Zerkowitz, después en París con Florence Henri. Descubre la nueva estética fotográfica surgida con la Bauhaus, y descubre el arte moderno. Frecuenta asiduamente el museo del Louvre.
En París, estudia también en la Universidad Libre Alemana (Freie Deutsche Hochschule) fundada por László Radványi, el marido de la escritora Anna Seghers, y redacta una memoria sobre la ideología nazi. A finales de 1936, se instala en la 10 calle Dombasle en el 15º distrito de París, donde residen también Walter Benjamin, Arthur Koestler, su amiga la escultora inglesa Daphne Hardy, el psicoanalista Fritz Fränkel, el pediatra Rudolf Neumann, ambos comprometidos con la Guerra civil española, así como Hans Eckstein, el hermano de Lisa Fittko, que permitió atravesar los Pirineos a Benjamin. Se compromete políticamente a favor de la España republicana. En 1938, conoce a Ernst Krüger, responsable sindical de la Unión de los metalúrgicos alemanes y comunistas, con quien se casó en 1942 en Nueva York.
En mayo de 1940, Lore Krüger es arrestada y encerrada en el velódromo de invierno como alemana indeseable, después es internada en el campo de Gurs, en los Pirineos, durante algunos meses. Después de su liberación, obtiene una visa de entrada para México gracias al cónsul de México en Marsella. El país acoge en aquella época a numerosos refugiados de la guerra civil española. Después de errar entre Toulouse y Marsella, embarca, con su hermana Gisela y su compañero Ernst Krüger, el 6 de mayo de 1941 en el carguero Winnipeg con destino a México. La nave es arrestada por un buque de guerra holandés y desviada hacia la colonia británica de Trinidad, donde son internados todos los refugiados; algún tiempo después, Lore Krüger acaba llegando a Nueva York.
Allí participa activamente en la revista Kurt Rosenfeld los antinazis alemanes The German American, fundada por Gerhart Eisler y Kurt Rosenfeld (de). Es también miembro del Comité Alemania libre para el Oeste en Estados Unidos.
En diciembre de 1946, Lore Krüger vuelve a Alemania. Después del nacimiento de su segundo hijo, deja la fotografía por razones de salud. Trabaja como traductora literaria, entre otras, para las ediciones Aufbau-Verlag. Traduce al alemán las Cartas de la casa de la muerte de Ethel y Julius Rosenberg y obras de Doris Lessing, Mark Twain, Robert Louis Stevenson, Daniel Defoe, Nathaniel Hawthorne, Joseph Conrad y Henry James.
Miembro de la Unión de los perseguidos del régimen nazi (VVN-BDA), Lore Krüger fue un miembro activo de la Asociación de los combatientes y de los amigos de la República española y miembro de la presidencia honoraria de la Federación Internacional de los Resistentes; también expuso sus vivencias en numerosas establecimientos escolares sobre la época del nacional-socialismo.
Su autobiografía Mein Leben in meiner Zeit aparece a título póstumo en una versión abreviada bajo el título Quer durch die Welt. Das Lebensbild einer verfolgten Jüdin. ("De por el mundo: el recorrido de una judía perseguida").
Su trayectoria y su legado fotográfico han sido relativamente desconocidos hasta época reciente, cuando se organizaron algunas exposiciones para dar a conocer sus fotografías.

## Obra fotográfica
Solo quedan 150 fotografías en blanco y negro del trabajo de Lore Krüger, y ningún negativo, ningún dibujo ni croquis. Si la influencia de Florence Henri es a veces sensible en sus naturalezas muertas, Lore Krüger muestra una verdedera originalidad en sus fotogramas, pero también sus reportajes, como en el caso de la peregrinación gitana a Saintes-Maries-de-la-Mer. Practicó ampliamente y con talento el retrato, como en el caso del de Alberto Giacometti, de Charles Sirato en París, y en Nueva York de escritores y de militantes antinazis alemanes.

## Autobiografía
- Quer durch die Welt. Das Lebensbild einer verfolgten Jüdin. Schkeuditzer Buchverlag, Schkeuditz 2012, ISBN 978-3-935530-96-5.

## Exposiciones
- Lore Krüger. Ein Koffer voller Bilder – Fotografien von 1934 bis 1944, C/O Berlín Foundation, 23 de enero - 10 de abril de 2015,[9][10]
- Lore Krüger. Ein Koffer voller Bilder – Fotografien von 1934 bis 1944, Magdebourg, 10 de junio - 23 de agosto de 2015
- Lore Krüger : una fotógrafa en exilio, 1934-1944, París : Museo de arte y de historia del Judaísmo, 30 de marzo - 17 de julio de 2016[11]